# Clausura monástica

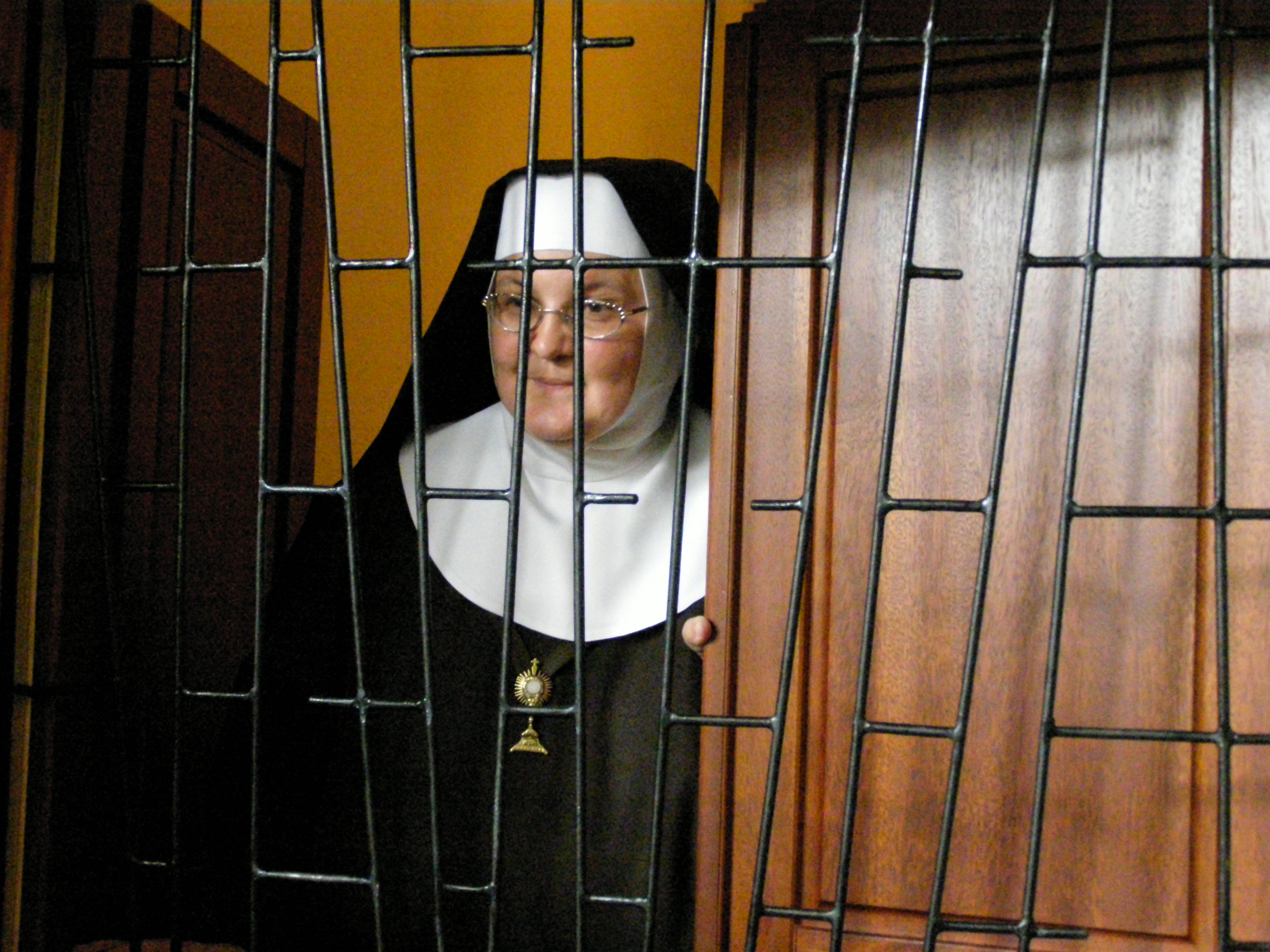
Uma religiosa em clausura conventual.

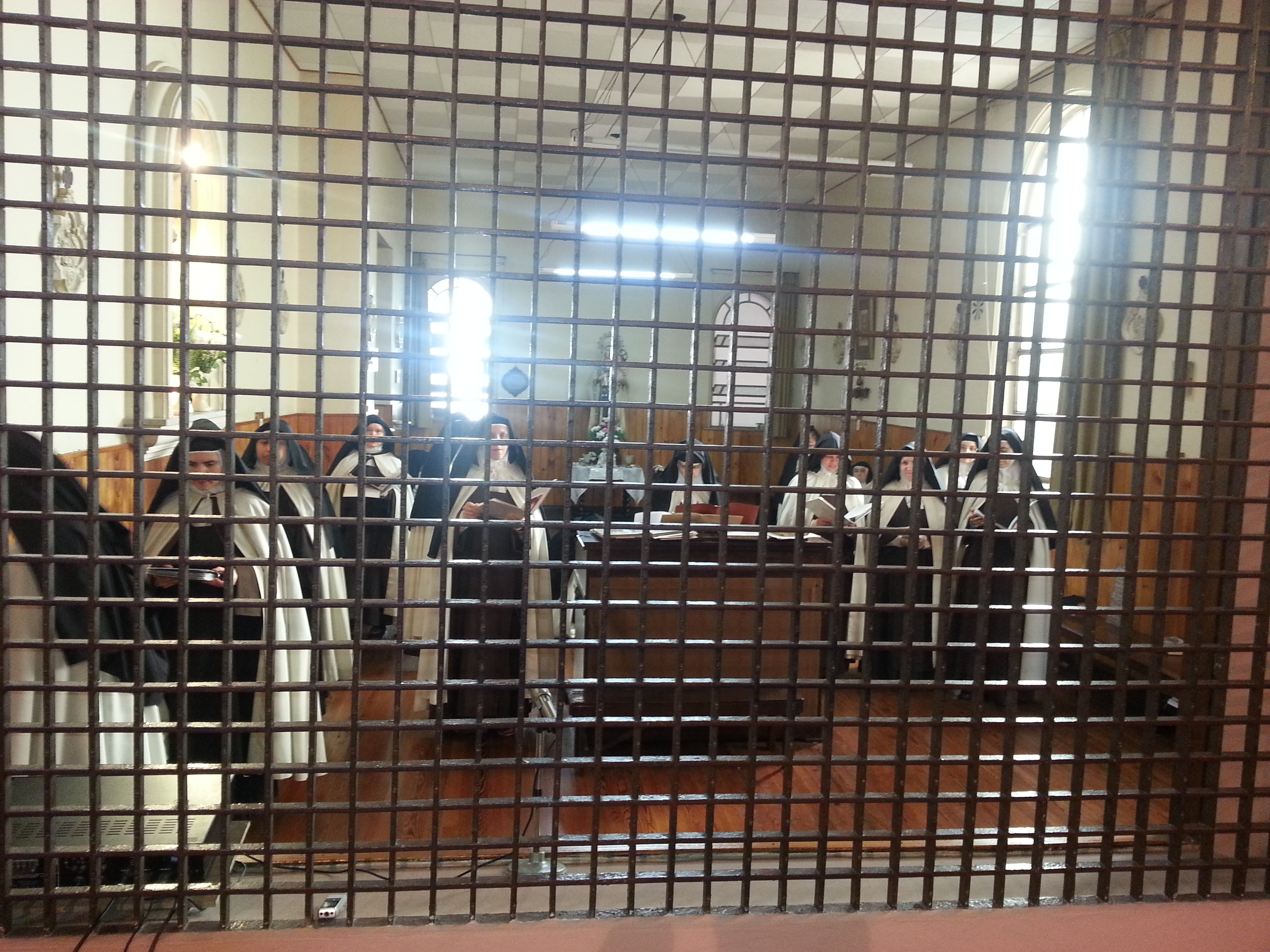
As monjas Carmelitas em clausura.

Clausura monástica, ou clausura conventual, são expressões próprias da terminologia monástica e conventual. Tal como outras acepções da palavra clausura, aponta para o conceito de "retirado" ou "fechado". A mesma etimologia tem a palavra "claustro". Esta expressão indica a forma de vida que levam os monges (no caso dos homens) e monjas (no caso das mulheres) de clausura em referência ao voto religioso que lhes deu a obrigação de não mais saírem do seu Mosteiro ou Convento; o outro tipo de clero consagrado das ordens religiosas que não tenha feito esse voto de clausura poderá desempenhar atividades no exterior.
É também denominada clausura ao recinto dentro destas instituições nas quais os religiosos consagrados se exilam do mundo exterior (habitualmente refere-se à parte do Mosteiro ou Convento à qual não se permite a entrada às pessoas de sexo oposto ao dos monges e monjas titulares, assim como demais pessoas não consagradas).
A clausura tem a finalidade de manter entre os religiosos um clima de recolhimento, de silêncio, de oração e de outros recursos ascéticos, para uma mais perfeita busca de união mística com Deus. Contudo, e apesar desta separação física com "o mundo", os religiosos pretendem manter-se intimamente unidos à Humanidade e aos seus respectivos problemas através das suas orações contínuas oferecidas como intercessão. Disso mesmo pode observar-se o exemplo de Santa Teresinha do Menino Jesus que nunca saiu do seu convento em França, mas foi considerada como padroeira das missões.
Entre as ordens religiosas que praticam a chamada vida de clausura monástica existem na atualidade: os monges Beneditinos, Carmelitas Eremitas, Cartuxos, Cistercienses, Crúzios, Jerónimos, Trapistas, entre outros (no caso das comunidades masculinas), e as monjas Anunciadas, Beneditinas, Clarissas, Carmelitas, Cartuxas, Celestes, Concepcionistas, Jerónimas, Mínimas, Passionistas, Visitandinas, entre outras.